# Argentina en los Juegos Paralímpicos de Pekín 2008
La participación de Argentina en los Juegos Paralímpicos de Pekín 2008 fue la 13.ª actuación paralímpica de los deportistas argentinos, en la también 13.ª edición de los Juegos Paralímpicos. 
La delegación argentina se presentó en 7 deportes (atletismo, boccia, ciclismo de ruta, ciclismo de pista, fútbol 5, judo, natación, tenis de mesa y tenis en silla de ruedas), con 56 deportistas, entre quienes hubo 9 mujeres. La delegación de varones fue la más amplia hasta entonces (superando por dos al evento anterior), pero se redujo la ya escasa representación femenina que caracterizó a la delegación argentina a partir de Nueva York 1984. Argentina compitió en 8 deportes (45 eventos) masculinos y 4 deportes (17 eventos) femeninos. 
El equipo paralímpico obtuvo 6 medallas (1 de plata y 5 de bronce) y Argentina ocupó la 58.ª posición en el medallero general, sobre 146 países participantes. Las medallas fueron obtenidas por la atletismo (2), judo (2), natación (1) y fútbol 5 (1). Los varones obtuvieron 5 medallas y las mujeres 1 medalla. El abanderado del país en la ceremonia inaugural de los juegos fue el jugador de fútbol Silvio Velo. En los desempeños individuales se destaca el judoca Jorge Lencina, único deportista argentino en haber competido en los Juegos Olímpicos (Atlanta 1996, Sídney 2000 y Atenas 2004) y Paralímpicos (Atenas 2004, Pekín 2008, Londres 2012 y Río 2016), obteniendo además dos medallas paralímpicas y un diploma olímpico.

## Medallero
| Medalla | Nombre                | Deporte   | Evento                         |
| ------- | --------------------- | --------- | ------------------------------ |
|         | Sebastián Baldassarri | Atletismo | Lanzamiento de disco masculino |
|         | Elizabeth Almada      | Atletismo | Lanzamiento de disco femenino  |
|         | Guillermo Marro       | Natación  | Espalda Hombres 100 m - S7     |
|         | Fabián Ramírez        | Judo      | Hombres -73 kg                 |
|         | Jorge Lencina         | Judo      | Hombres -81 kg                 |
|         | Argentina             | Fútbol    | Selección Masculina B1         |

## Dos medallas en atletismo
El equipo de atletismo obtuvo dos medallas, 1 de plata ganada por Sebastián Baldassarri en lanzamiento de disco masculin, y 1 de bronce ganada por Mariela Almada en lanzamiento de disco femenino. Baldassarri, ubicado en la categoría F11, debió afrontar la unificación para este certamen de su categoría con la 12 que lo llevó a competir con atletas con mayores ventajas funcionales (cuánto mayor la categoría, menor la discapacidad). La medalla de Almada fue la única obtenida por una deportistas argentina en Pekín 2008.
| Atletismo Varones Lanzamiento de bala F11/12 Participantes: 10 | Atletismo Varones Lanzamiento de bala F11/12 Participantes: 10 | Atletismo Varones Lanzamiento de bala F11/12 Participantes: 10 | Atletismo Varones Lanzamiento de bala F11/12 Participantes: 10 | Atletismo Varones Lanzamiento de bala F11/12 Participantes: 10 | Atletismo Varones Lanzamiento de bala F11/12 Participantes: 10 |
|                                                                | Atleta                                                         | País                                                           | Distancia                                                      | Pts                                                            |                                                                |
| -------------------------------------------------------------- | -------------------------------------------------------------- | -------------------------------------------------------------- | -------------------------------------------------------------- | -------------------------------------------------------------- | -------------------------------------------------------------- |
| 1                                                              | Vasyl Lishchynskyi                                             | Ucrania                                                        | 40.59                                                          | 991                                                            |                                                                |
| 2                                                              | Sebastián Baldassarri                                          | Argentina                                                      | 40.43                                                          | 988                                                            |                                                                |
| 3                                                              | Oleksandr Iasynovyi                                            | Ucrania                                                        | 49.52                                                          | 974                                                            |                                                                |
| Fuente: IPC.                                                   |                                                                |                                                                |                                                                |                                                                |                                                                |

| Atletismo Mujeres Lanzamiento de disco F12/13 Participantes: 9 | Atletismo Mujeres Lanzamiento de disco F12/13 Participantes: 9 | Atletismo Mujeres Lanzamiento de disco F12/13 Participantes: 9 | Atletismo Mujeres Lanzamiento de disco F12/13 Participantes: 9 | Atletismo Mujeres Lanzamiento de disco F12/13 Participantes: 9 | Atletismo Mujeres Lanzamiento de disco F12/13 Participantes: 9 |
|                                                                | Atleta                                                         | País                                                           | Distancia                                                      | Puntos                                                         |                                                                |
| -------------------------------------------------------------- | -------------------------------------------------------------- | -------------------------------------------------------------- | -------------------------------------------------------------- | -------------------------------------------------------------- | -------------------------------------------------------------- |
| 1                                                              | Tamara Sivakova                                                | Bielorrusia                                                    | 41.29                                                          | 970                                                            |                                                                |
| 2                                                              | Liangmin Zhang                                                 | China                                                          | 40.35                                                          | 948                                                            |                                                                |
| 3                                                              | Mariela Almada                                                 | Argentina                                                      | 38.03                                                          | 948                                                            |                                                                |
| Fuente: IPC.                                                   |                                                                |                                                                |                                                                |                                                                |                                                                |

## Dos medallas en judo
El equipo de judo obtuvo dos medallas de bronce. Fabián Ramírez había obtenido una medalla de plata en Atlanta 1996 y compitió en cuatro Juegos Paralímpicos a lo largo de 20 años (Atlanta 1996, Atenas 2004, Pekín 2008, y Río de Janeiro 2016). En Pekín compitió en la categoría hasta 73 kilos. 
En cuartos de final venció al iraní Mousa Pourabbas por un waza-ari. En semifinal perdió por ippon ante el mexicano Eduardo Ávila quien resultaría luego ganador de la medalla de oro. Ramírez debió enfrentar un repechaje que le permitiera acceder a la medalla de bronce, enfrentando en el mismo al alemán Matthias Krieger, venciéndolo por ippon en el segundo 51 del combate.
| Judo VaronesHasta 73 kilos Participantes: 12 | Judo VaronesHasta 73 kilos Participantes: 12 | Judo VaronesHasta 73 kilos Participantes: 12 | Judo VaronesHasta 73 kilos Participantes: 12 | Judo VaronesHasta 73 kilos Participantes: 12 | Judo VaronesHasta 73 kilos Participantes: 12 |
|                                              | Atleta                                       | País                                         |                                              |                                              |                                              |
| -------------------------------------------- | -------------------------------------------- | -------------------------------------------- | -------------------------------------------- | -------------------------------------------- | -------------------------------------------- |
| 1                                            | Eduardo Ávila                                | México                                       |                                              |                                              |                                              |
| 2                                            | Zhilin Xu                                    | China                                        |                                              |                                              |                                              |
| 3                                            | Fabián Ramírez                               | Argentina                                    |                                              |                                              |                                              |
| 3                                            | Sergii Sydorenko                             | Ucrania                                      |                                              |                                              |                                              |
| Fuente: IPC.                                 |                                              |                                              |                                              |                                              |                                              |

El cordobés Jorge Lencina es el único caso -al menos hasta 2016- de un deportistas argentino que ha competido tanto en los Juegos Olímpicos como en los Juegos Paralímpicos. Lencina integró las delegaciones argentinas a los juegos olímpicos de Atlanta 1996, Sídney 2000 y Atenas 2004, integrando una generación de judocas que aportaron a ese deporte numerosos diplomas olímpicos y las primeras medallas con Paula Pareto, a partir de Pekín 2008. Él mismo obtuvo en Atenas 2004 un diploma olímpico al haber finalizado 7.º en la categoría hasa 66 kilos. Lencinas obtendría otra medalla de bronce en Londres 2012 y participó entre 1996 y 2016 en siete juegos olímpicos y paralímpicos.
En Pekín, Lecina compitió en la categoría hasta 81 kilos. En cuartos de final venció por ippon al azerbaiyano Natig Novruzzade. En la semifinal perdió por ippon ante el cubano Isao Cruz, ganador finalmente de la medalla de oro. Ramírez debió enfrentar un repechaje que le permitiera acceder a la medalla de bronce, enfrentando en el mismo al iraní Seyed Amir Mirhassan, venciéndolo por una waza-ari.
| Judo VaronesHasta 81 kilos Participantes: 12 | Judo VaronesHasta 81 kilos Participantes: 12 | Judo VaronesHasta 81 kilos Participantes: 12 | Judo VaronesHasta 81 kilos Participantes: 12 | Judo VaronesHasta 81 kilos Participantes: 12 | Judo VaronesHasta 81 kilos Participantes: 12 |
|                                              | Atleta                                       | País                                         |                                              |                                              |                                              |
| -------------------------------------------- | -------------------------------------------- | -------------------------------------------- | -------------------------------------------- | -------------------------------------------- | -------------------------------------------- |
| 1                                            | Isao Cruz                                    | Cuba                                         |                                              |                                              |                                              |
| 2                                            | Cyril Jonard                                 | Francia                                      |                                              |                                              |                                              |
| 3                                            | Jorge Lencina                                | Argentina                                    |                                              |                                              |                                              |
| 3                                            | Reinaldo Carvallo                            | Venezuela                                    |                                              |                                              |                                              |
| Fuente: IPC.                                 |                                              |                                              |                                              |                                              |                                              |

## Medalla de bronce en natación
El equipo de natación obtuvo una medalla a través de Guillermo Marro que obtuvo así su tercera medalla en tres juegos paralímpicos consecutivos.